# 1760 год в науке
В 1760 году произошли различные научные и технологические события, некоторые из которых представлены ниже.

## События

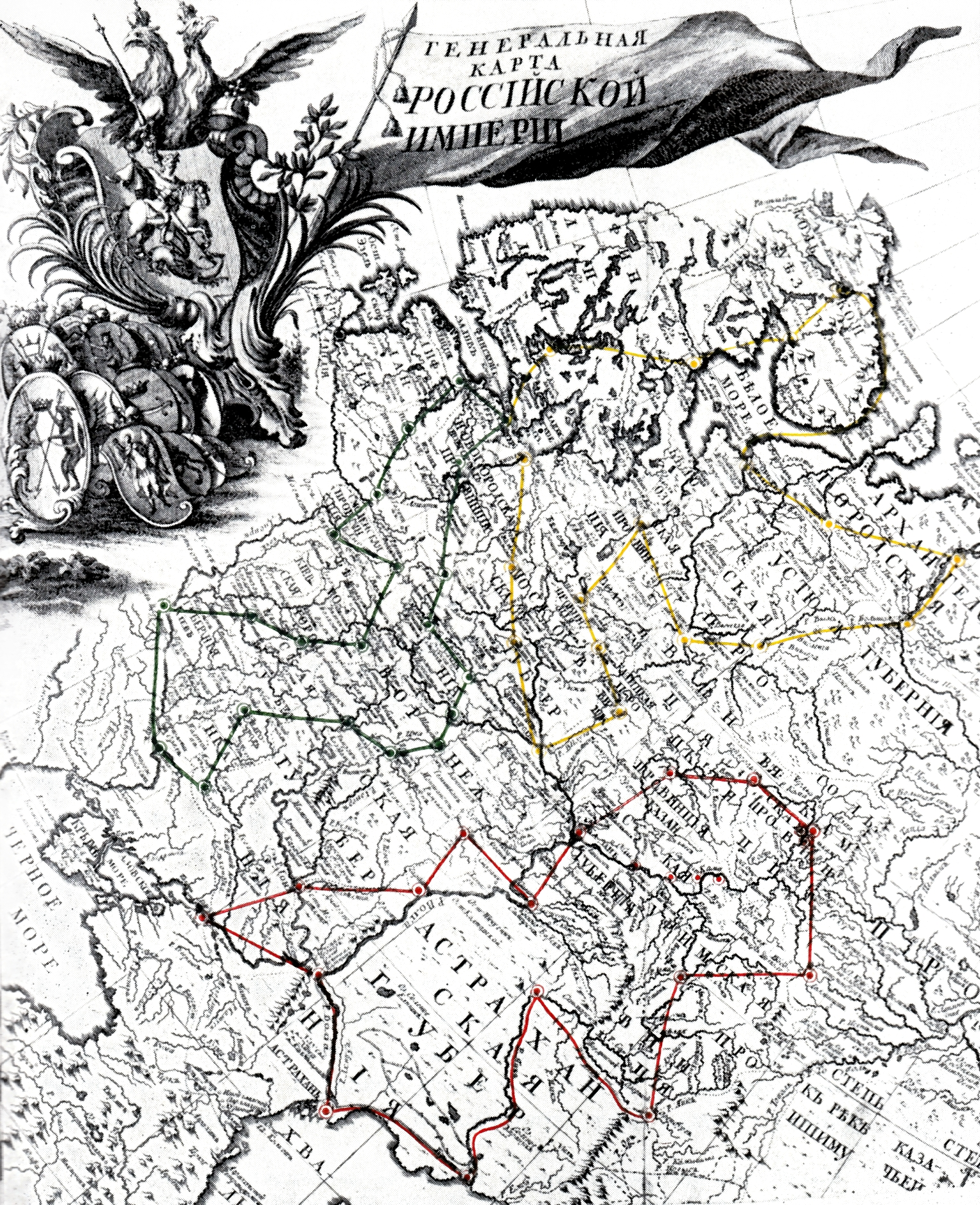
Маршруты академических экспедиций намеченные М. В. Ломоносовым в 1760 г.

- Сформулирован Закон Ламберта, положивший начало фотометрии как науке.
- М. В. Ломоносов наметил маршруты академических экспедиций.

## Публикации
- Тобиас Майер опубликовал каталог собственных движений 80 звёзд.

## Награды
- Медаль Копли: Бенджамен Вильсон, британский натурфилософ, физик, электротехник.

## Родились
- 17 октября — Анри Сен-Симон — французский утопический социалист, основатель сенсимонизма (ум.1825)
- 23 ноября — Франсуа Ноэль (Гракх) Бабёф — французский коммунист-утопист, основатель бабувизма и организатор «Заговора равных» (ум.1797)